# Municipio de Sumner (condado de Warren)
El municipio de Sumner (en inglés: Sumner Township) es un municipio ubicado en el condado de Warren en el estado estadounidense de Illinois. En el año 2010 tenía una población de 572 habitantes y una densidad poblacional de 5,96 personas por km².

## Geografía
El municipio de Sumner se encuentra ubicado en las coordenadas 41°1′28″N 90°43′38″O / 41.02444, -90.72722. Según la Oficina del Censo de los Estados Unidos, el municipio tiene una superficie total de 96.02 km², de la cual 96,02 km² corresponden a tierra firme y (0 %) 0 km² es agua.

## Demografía
Según el censo de 2010, había 572 personas residiendo en el municipio de Sumner. La densidad de población era de 5,96 hab./km². De los 572 habitantes, el municipio de Sumner estaba compuesto por el 95,8 % blancos, el 0,7 % eran afroamericanos, el 0,52 % eran amerindios, el 0,87 % eran asiáticos, el 1,05 % eran de otras razas y el 1,05 % eran de una mezcla de razas. Del total de la población el 1,75 % eran hispanos o latinos de cualquier raza.